# Bei (Familienname)
Bei  ist ein chinesischer Familienname. Die Transkription steht u. a. für folgende chinesischen Schriftzeichen:
- 貝 / 贝

Die Transkription nach dem System Wade-Giles ist Pei.

## Bekannte Namensträger
- Bei Shizhang (貝时璋 / 贝时璋,  Bèi Shízhāng,  Pei Shih-chang; 1903–2009); chinesischer Biologe, Biophysiker und Pädagoge, Mitglied der Chinesischen Akademie der Wissenschaften
- Bei Yuming (貝聿銘,  Bèi Yùmíng) = Ieoh Ming Pei (1917–2019); US-amerikanischer Architekt chinesischer Herkunft